# 自動豎琴
自動豎琴是和弦古箏家族中的一種樂器。它具有一系列與減震器相連的和弦桿，按下後可使除形成所需和弦的弦外的所有弦靜音。儘管autoharp一詞曾經是Oscar Schmidt公司的商標，但無論製造商如何，該術語通俗地用於任何手持式，弦式琴架。